# Nijō Mochimichi
Nijō Mochimichi (二条 持通) (1416 - 1493), fils du régent Nijō Motonori, est un noble de cour japonais (kugyō) de l'époque de Muromachi (1336–1573). 
Il exerce la fonction de régent kampaku à trois reprises, de 1453 à 1454, de 1455 à 1458 et de 1463 à 1467. Il est le père du régent Nijō Masatsugu.  

## Postérité
Son rôle est tenu par Yū Fujiki dans le taiga drama Hana no ran (1994).